# Елдорејдо (Охајо)
Елдорејдо (енгл. Eldorado) град је у америчкој савезној држави Охајо.

## Демографија
По попису из 2010. године број становника је 509, што је 34 (-6,3%) становника мање него 2000. године.
| Група             | 2000.       | 2010.       |
| Белци             | 540 (99,4%) | 504 (99,0%) |
| Афроамериканци    | 0 (0,0%)    | 0 (0,0%)    |
| Азијати           | 0 (0,0%)    | 3 (0,6%)    |
| Хиспаноамериканци | 1 (0,2%)    | 1 (0,2%)    |
| Укупно            | 543         | 509         |